# Eugenio Garin
Eugenio Garin, né le 9 mai 1909 à Rieti dans le Latium et mort le 29 décembre 2004 à Florence, est un historien, philologue et philosophe italien mondialement connu pour ses travaux sur l'histoire des idées à la Renaissance.

## Biographie
Eugenio Garin s'inscrit à la faculté des lettres et de philosophie de l'université de Florence en 1925. Tout juste diplômé en philosophie sous la direction de Ludovico Limentani, il réussit le concours d'enseignement et enseigne au lycée jusqu'en 1949.
En 1931, il adhère au Parti fasciste italien.
De 1931 à 1934, il enseigne au Lycée scientifique Stanislao Cannizzaro à Palerme. Pendant ses années à Palerme, il travaille sur l'humanisme italien et fréquente la bibliothèque philosophique dirigée par le philosophe Amato Pojero. En 1934, il est nommé professeur de philosophie et d'histoire au Lycée scientifique Léonard de Vinci à Florence.
Le 30 janvier 1940, il donne une conférence à la Bibliothèque philosophique de Florence dans laquelle il dénonce l'historicisme, associé au relativisme, et conformément aux thèses de son maître Ludovico Limentani.
Durant la Seconde Guerre mondiale, il publie deux ouvrages importants dans le renouvellement des études sur la pensée de la Renaissance : Il Rinascimento italiano en 1941 et Filosofi italiani del Quattrocento en 1942. Dans ces ouvrages se manifeste la double influence de la religion et de l'antifascisme.
En 1947, il découvre l'œuvre d'Antonio Gramsci. Cette découverte est l'une des raisons qui le poussent à devenir compagnon de route du Parti communiste italien dans les années 1950 et 1960. Les idées de Gramsci ont une influence sur la méthode philosophique de Garin quand ce dernier publie La filosofia come sapere storico en 1959.
En 1949, il obtient un poste de professeur ordinaire à l'université de Florence. Il y enseigne jusqu'en 1974, parallèlement à ses recherches sur la culture philosophique et l'histoire des idées à la Renaissance.
En 1974, il est appelé à reprendre la chaire d'histoire des idées à la Renaissance à l'École normale supérieure de Pise, jusqu'à sa retraite en 1984.

## Travaux
Dans ses écrits, Garin s'intéresse particulièrement à l'image de l'homme à la Renaissance et à l’humanisme italien. Son travail d’historien des idées le mène à établir les liens entre culture littéraire, philosophique et scientifique de la Renaissance européenne, notamment pour souligner la rupture philosophique que marque l'humanisme par rapport à la scolastique médiévale. Il s’intéresse au débat sur la dignité des arts, à la notion d’humanités, à la rhétorique, à l’astrologie et à la « science nouvelle ». Il apporte un éclairage nouveau sur des textes de la Renaissance italienne restés relativement méconnus, de Pic de la Mirandole ou de Leon Battista Alberti. Il développe la notion d'humanisme civique, « l'orientation éthique et politique de certains écrits humanistes traduisant une appréciation positive de la vie active » selon Laurent Baggioni.
Garin défend la méthode historiographique en philosophie, contre une approche spéculative qui consiste à rechercher les structures intemporelles de la pensée. Il conçoit la tâche du philosophe comme une recherche historique permanente, soucieuse de comprendre la réalité humaine du passé. Ainsi, ses travaux renouvellent la méthode historiographique appliquée à la Renaissance. Son historicisme est inspiré de Benedetto Croce et d'Antonio Gramsci.

## Œuvres principales
Cet érudit prolifique publia pas moins de 1 400 livres et articles au cours de sa longue carrière.
- (it) Il Rinascimento italiano, Cappelli, 1941, 349 p.
- (it) Filosofi italiani del Quattrocento, Edizioni di storia e letteratura, 1942, 552 p.
- L'humanisme italien [« L'Umanismo Italiano »]  (trad. de l'allemand), Paris, Albin Michel, coll. « Bibliothèque de l'Évolution de l'humanité », 1947 (réimpr. 2005), 352 p. (ISBN 2-226-14242-8)
- (it) La filosofia come sapere storico, Laterza, 1990, 164 p.
- L'homme de la Renaissance [« L'uomo del rinascimento »]  (trad. de l'italien), Paris, Seuil, coll. « Points Histoire », 2002 (réimpr. 2002), 407 p. (ISBN 978-2-02-055667-5 et 2-02-055667-7)
- Eugenio Garin, L'Éducation de l'homme moderne, 1400-1600 [« L'educazione in Europa 1400-1600 »], Hachette Littérature, coll. « Pluriel », 1957 (réimpr. 2003), 264 p. (ISBN 2-01-279138-7)Préface de Philippe Ariès
- Moyen Âge et Renaissance, Paris, Gallimard, coll. « Tel », 1954 (réimpr. 1990), 272 p. (ISBN 2-07-071840-9)
- Hermétisme et Renaissance  (trad. de l'italien), Paris, Allia, coll. « Petite Collection », 1988 (réimpr. 2001), 93 p. (ISBN 2-84485-067-7, lire en ligne)
- Machiavel entre politique et histoire  (trad. Frédéric Gabriel, Filippo Del Lucchese), Paris, Allia, (1992) 2006, 112 p. (ISBN 2-84485-205-X)
- Astrologie der Renaissance (Lo zodiaco della vita), Campus-Verlag, Frankfurt/M. 1997. (ISBN 3-593-35328-8).